# Hemicloea michaelseni
Hemicloea michaelseni är en spindelart som beskrevs av Simon 1908. Hemicloea michaelseni ingår i släktet Hemicloea och familjen plattbuksspindlar.
Artens utbredningsområde är Western Australia. Inga underarter finns listade i Catalogue of Life.